# Asahi Yada
Asahi Yada (jap. 矢田 旭 Yada Asahi; ur. 2 kwietnia 1991 w Yokkaichi) – japoński piłkarz występujący na pozycji pomocnika. Obecnie występuje w Nagoya Grampus.

## Kariera klubowa
Od 2014 roku występował w klubie Nagoya Grampus.